# Nikolaus von Dornspach
Nikolaus Dornspach, od roku 1556 Dornowitz von Dornspach, od roku 1559 s přídomkem Dornspach zu Poritsch, od roku 1562 rytíř, (29. června 1516, Moravská Třebová – 7. září 1580, Žitava) byl žitavský purkmistr, rentmistr, syndik, zakladatel městského gymnázia a asi nejvýznamnější Žitavan v předbělohorském století.

## Život
Nikolaus Dornspach se narodil 29. června 1559 v Moravské Třebové jako syn městského písaře Johanna Dornspacha, což bylo povolání, které později vykonával i jeho bratr Florian. V Třebové navštěvoval městskou školu a patrně ovládal i češtinu. Podle Seeligera je vzhledem ke geografické blízkosti Moravské Třebové a Lanškrounu možné, že v Lanškrouně navštěvoval kazatele Michaela Weiße, jenž byl autorem německojazyčného bratrského zpěvníku, jehož některé písně převzal i Luther. V šestnácti letech se zapsal na univerzitu v Krakově, ale studoval i ve Wittenberku, kde v té době působil Luther a Melanchthon, i když není známo, že by někdy používal akademický titul.
V roce 1536 přišel do Žitavy, kde na městské škole získal místo pomocného učitele (collaborator). O tři roky později se výhodně oženil s o 16 let starší Christine Justovou, vdovou po městském písaři a syndikovi Wenzelu Lankischovi, s níž vyženil pět dětí. Už v roce 1542 se dostal do městské rady, o čtyři roky později se stal městským písařem (notářem).
Jeho další vzestup nastartovaly události kolem tzv. Pönfallu, což byl císařův kolektivní trestní postih Šestiměstí za nedostatečnou vojenskou podporu ve šmalkaldské válce. Již na jaře 1547 vezl žold pro hornolužické vojsko do severozápadních Čech. O poměrech v Žatci přitom sepsal zajímavou zprávu pro žitavskou radnici. V září 1547 byl členem poselstva svého města, které se muselo dostavit do Prahy k potrestání. On sám však byl s radním Konradem Nesenem jen na krátký čas vsazen do lepšího vězení. Poté působil jako pomocník zemských správců, resp. zemských soudců v Žitavě a k ní přináležejících obcích, roku 1552 se zde sám stal městským soudcem. V roce 1548 byli spolu s Nesenem jedinými členy staré rady, které panovníkovi komisaři ponechali ve funkcích. Téhož roku se stal druhým a v letech 1549, 1550 a 1556 i prvním purkmistrem. Souběžně vykonával v Horní i Dolní Lužici úřad rentmistra, který vybíral posudné a clo z dobytka. Díky těmto Dornspachovým aktivitám se podařilo, že Žitava získala zpět většinu konfiskovaných privilegií a v případě pozemkového majetku byla brzy ještě bohatší než před Pönfallem.
Dornspach i jeho bratr Florian roku 1549 dostali od Ferdinanda I. erb a predikát, v roce 1556 jim byl udělen šlechtický titul a roku 1562 rytířský stav. Po roce 1559 byl Nikolaus Dornspach ještě sedmkrát purkmistrem a v letech 1560–1568 vykonával také funkci syndika čili zplnomocněného zástupce města. Bylo to především Dornspachovou zásluhou, že Žitava získala jak někdejší městský majetek řádu johanitů, tak majetek kláštera celestinů na Oybinu včetně hradu. Dornspach založil městské gymnázium, jehož zřízení roku 1586 se však nedožil, a byl rovněž významným stavitelem. Z jím realizovaných soukromých i komunálních staveb lze uvést zvýšení jižní věže kostela sv. Jana Křtitele o jedno patro opatřené novou helmicí a rozsáhlou přestavbu původní johanitské komendy, na níž vznikl jeho vlastní dodnes zachovaný dům, budova gymnázia a obydlí rektora. Obě Dornspachova manželství zůstala bezdětná. Žitavské obecní pokladně odkázal mlýn Stegemühle v Herwigsdorfu, 300 tolarů v hotovosti a 26 jiter (10,2 ha) polí a luk u řeky Nisy poblíž Poritsche (dnes Porajów), které v majetku města zůstaly až do 20. století. V otázce víry zřejmě zastával umírněný filipismus. Nikolaus von Dornspach zemřel v Žitavě 7. září 1580. Důležitým pramenem k poznání jeho života je posmrtné kázání, které na jeho pohřbu pronesl farář Bruno Quinos. V roce 1584 byl na jeho hrob na hřbitově u kostela sv. Jana Křtitele umístěn pomník s reliéfem zobrazujícím 176 cm vysokou postavu v rytířském oděvu s erbem a (pozdějším) nápisem: Nicolao a Dornspach Consuli et fundatori gymnasii Zittaviensis sacrum nat MDXVI Denat MDLXXX. Po ostřelování města císařským vojskem roku 1757 byl náhrobek vyhrabán z trosek kostela a 7. září 1812 umístěn na jižní zeď starého gymnázia.